# Districte de Toplica
El Districte de Toplica (en serbi: Топлички округ, Toplički okrug) és un districte de Sèrbia que s'estén pels territoris del sud del país. Té una població de 91.754 habitants, i el seu centre administratiu és Prokuplje. El districte es va anomenar així pel riu Toplica, que creua el seu territori.

## Municipis
El districte està format pels municipis de:
- Prokuplje
- Blace
- Kuršumlija
- Žitorađa

## Demografia
La composició ètnica del districte segons el cens de 2011 és la següent:
| Grup ètnic | Població |
| ---------- | -------- |
| Serbis     | 85.750   |
| Gitanos    | 3.945    |
| Altres     | 2.059    |
| Total      | 91.754   |